# Дворец маркиза дель Апартадо
Дворец маркиза дель Апартадо (исп. Palacio del Marqués del Apartado) — историческая резиденция, расположенная в Мехико, к северо-востоку от Сокало (главной площади) в историческом центре Мехико.
Он был возведён между 1795 и 1805 годами над одной из пирамид ацтекского священного участка в Теночтитлане. Здание изначально было построено для главного монетного двора вице-королевства Новая Испания, а третий этаж предназначался стать резиденцией испанского короля Фердинанда VII. Однако король так и не приехал в колониальную Мексику. Сегодня во дворце находится главное отделение Национального института антропологии и истории (INAH).

## История
Во времена Ацтекской империи земля, на которой ныне располагается дворец маркиза дель Апартадо, была частью теокалли или священного участка Теночтитлана. Здание расположено на остатках пирамиды, посвящённой богине Сиуакоатль, сестре Уицилопочтли. Основание этой пирамиды было обнаружено в 1910 году, а 1,5-тонная скульптура орла этого периода была найдена в 1985 году.
После завоевания Мексики испанцами это место было частью земли, предоставленной семье Асеведо. Она занимала участок между современными улицами Республики Гватемала, Республики Аргентина, Донселес и Республики Бразилия. Со временем, однако, он был разделён, и его части проданы другим владельцам. Участок нынешнего дворца приобрёл Франсиско де Фагоага-и-Ароскета, который отвечал за чеканку и сбор королевской доли драгоценных металлов, добываемых в Мексике. Он поручил архитектору Мануэлю Тольсе, который уже построил ряд других сооружений в городе, возвести этот дворец в 1795—1805 годах. Тольса спроектировал здание аналогично Дворцу горного дела его же авторства, включавшему также мастерские для выплавки металлов и часовню.
В первом десятилетии XIX века самый верхний этаж дворца был реконструирован и подготовлен, чтобы стать резиденцией Фернандо VII, короля Испании. Однако тот никогда не жил во дворце, так как отрёкся от престола в 1808 году и стал пленником Наполеона I.
После обретения Мексикой независимости в начале XIX века дворец принадлежал нескольким богатым семьям, которые использовали его в качестве официальной резиденции. Нижняя часть дома сдавалась в аренду предприятиям, в то время как семьи жили на верхних двух этажах.
Дворец несколько раз перестраивался. В 1901 году главный двор и коридоры были покрыты железной и стеклянной полупрозрачной крышей. С 1901 по 1908 год здесь размещалась большая коллекция работ эпохи французского Просвещения, а также обширная коллекция изобразительного искусства. Последняя позднее стала частью собрания Академии Сан-Карлос. После Мексиканской революции дворец стал собственностью правительства и был реконструирован, чтобы стать резиденцией Министерства юстиции. В 1962 году архитектором Хорхе Л. Медельином и инженером Мануэлем М. Харо дворец был вновь реконструирован с модернизацией электрической системы и труб. С 1917 по 1934 год во дворце размещались Министерство развития и Министерство торговли и труда, в 1947 году — Министерство экономики, с 1959 по 1961 год — Министерство промышленности и торговли, а также Национальная народная компания средств существования до начала XXI века. C 2005 года здание находится в ведомстве Национального института антропологии и истории (INAH), который использует его в качестве своей штаб-квартиры и восстановил большую часть его исторической декоративной отделки.
В 1989 году были обнаружены трещины, щели и другие повреждения от наклона здания в сторону ближайшей станции метро. Первоначальные усилия по устранению повреждений были предприняты в 1990—1994 годах. Начиная с 1995 года, была разработана гидравлическая система для закачки и извлечения воды в недра и из них, погружённая на глубину в 40 метров под здание. Проседание здания преимущественно происходит из-за падения уровня грунтовых вод под Мехико из-за перекачки подземных вод для питья. Гидравлическая система предназначена для искусственного поддержания давления воды под зданием, чтобы оно не опускалось.

## Описание
Здание занимает площадь 3000 м² и включает в себя 60 помещений: залы, столовые, кухни и т. д. Во дворце есть два внутренних двора, с фонтаном в главном. Другой двор использовался в качестве конюшни в XIX веке. Дворец маркиза дель Апартадо схож с Дворцом горного дела в том, что оба имеют два фасада. Главный фасад выходит на улицу Республики Аргентина и продолжается на улице Донселес. Он разделён на три секции. Средняя секция, где находится главный вход, немного выделяется из двух других. За исключением этого входа, первый этаж относительно беден декором, поскольку он имел меньшее значение, чем два верхних этажа. Исключением является главный вход, украшенный фронтоном, расположенным над четырьмя дорическими колоннами. Другие этажи украшают каменные пилястры и колонны, обрамляющие окна и балконы.
Под лестницей, ведущей в главный внутренний дворик, видны доиспанские руины. Археологические работы проводились здесь с 1985 года, когда в ходе реставрации была обнаружена большая каменная скульптура орла эпохи ацтеков в фундаменте здания, где находятся остатки доиспанского храма. Фрагмент был раскопан и сохранён археологом Эльсой Эрнандес Понс из Национального института антропологии и истории. Орел изображён в сидячем положении и имеет 1,39 метра в длину, 0,82 метра в ширину и 0,72 метра в высоту. Он весит примерно 1,5 тонны. Орел высечен в реалистичной манере, с деталями, такими как перья различных размеров. Он был окрашен в различные цвета, такие как охра, оранжевый и красный. Некоторые элементы скульптуры, такие как правая сторона морды, отсутствуют.